# Херцегово
Херцегово (алб. Hercegovë) је насеље у општини Вучитрн на Косову и Метохији. Према попису становништва на Косову 2011. године , село је имало 423 становника, у селу живи само албанско становништво.

## Географија
Лежи на падини Чичавице између Ошљана и Пантине. Разбијеног је типа.

## Историја
Херцегово је настало као колонија од 1921. до 1924. која је до 1938. чинила безимени део села Ошљана, на чијој је територији настала.

## Порекло становништва по родовима
Породице које су живеле у село Херцегово:
Колонисти
из Лике
- Дамњановић (1 к.) 1920.

из Боке
- Радуловић (1 к.). 1923. из Кривошија.

из Херцеговине
- Милошевић (1 к.) 1922. из Попова поља.
- Јокановићи (4 к.) и Милићевић (1 к.) 1923. из Шобадине (Билећа).
- Сикимићи (2 к.) 1923. и Илићи (1 к.) 1927, из Дола (Билећа).
- Лечић (1 к.) 1924. из Домашева (Билећа).
- Кисићи (2 к.) из Звјерине (Билећа).
- Денда (2 к.) 1924. из Мириловића.
- Бојанић (1 к.) 1923. из Жрвања (Билећа).
- Церовина (3 к.) 1923. из Невесиња.
- Радовићи (2 к.) 1924. из Крушевице (Требиње).

из Црне Горе
- Мијушковићи (2 к.) и Ђукановићи (1 к.) 1923. из Пјешиваца.
- Матијашевић (1 к.) 1923. из Жупе никшићке.

 из Србије
- Цветковић (1 к.) 1923. од Врања.
- Вучковић (1 к.) 1923. из Рудара (Сев. од К. Митровице).
- Марковић (1 к.) 1923. из Србије.

## Демографија
| Демографија | Демографија | Демографија |
| Година      | Становника  | Становника  |
| ----------- | ----------- | ----------- |
| 1948.       | 589         |             |
| 1953.       | 689         |             |
| 1961.       | 821         |             |
| 1971.       | 778         |             |
| 1981.       | 783         |             |
| 1991.       | 691         |             |
| 2011.       | 488         |             |